# Живоносновская церковь на Нижнем базаре
Церковь Живоносного источника на Нижнем базаре — утраченный православный храм в историческом центре Нижнего Новгорода. По имени церкви были названы Верхняя Живоносновская улица (сегодня — Кожевенная улица), Нижняя Живоносновская улица (не сохранилась) и Живоносновская площадь между корпусами Красных казарм (сегодня — безымянная).
До 1764 года церковь была частью монастыря Живоносного источника, но после его упразднения стала приходской. Отстроена в камне в 1819—1821 годах. Снесена при советской власти в 1929 году.

## История
В 1702 году митрополит Исаия основал под Зачатской башней Нижегородского кремля мужской монастырь с деревянной церковью в честь иконы Божией Матери «Живоносный Источник». По преданиям, церковь стояла над источником, от которого митрополит получил исцеление своей глазной болезни. От архиерейского дома в кремле был устроен сход в монастырь, где митрополит часто посещал родник. Перед храмовой иконой Божией Матери был устроен бассейн, в который проведена вода из источника. Подлинность предания подтвердилась при раскопках руин Зачатской башни, разрушенной оползнями в XVIII веке. Под её основанием был обнаружен каменный водовод; предположительно, по нему вода поступала в бассейн церкви. Местоположение деревянной церкви было установлено по архивному чертежу: она располагалась восточнее башни, ниже кремлёвских стен (по современной ситуации — между Красными казармами и Чкаловской лестницей).
В 1764 году при составлении монастырских штатов монастырь был упразднён, а церковь переведена в статус приходской. В начале XIX века деревянная церковь сгорела в пожаре. На её месте в 1819—1821 годах при архиепископе Моисее (Близнецове-Платонове) на средства прихожан и при активном содействии приходского священника Никиты и церковного старосты П. Плотникова была выстроена новая каменная церковь. В 1830 году при епископе Афанасии (Протопопове) купец Климент Михайлович Мичурин выделил средства на постройку трапезной с двумя приделами — во имя Святого Николая и Архистратига Божия Михаила, а в церкви перед иконой был вновь устроен бассейн. Сыновья Мичурина, Кириак и Василий, в 1830-х годах выделили средства на возведение колокольни.
В 1839 году при разрушении кремлёвской стены от оползня Живоносновская церковь сильно пострадала, источник иссяк, стены здания стали разрушаться, что повлекло закрытие храма для богослужения. В 1848 году сын К. М. Мичурина, Василий Климентьевич Мичурин, городской глава Нижнего Новгорода, провёл капитальный ремонт здания, и богослужения были возобновлены. Бассейн в виде огромной вазы с проведённой в него водой из кремлёвской горы был устроен за правым клиросом, перед ним поставлена икона Божией Матери «Живоносный источник».
При Живоносновской церкви стараниями купца В. К. Мичурина был выстроен каменный двухэтажный дом для членов клира, а также каменная двухэтажная лавка и каменная церковная сторожка. При церкви также работали Назарьевский приют и церковно-приходская школа, учреждённая в 1907 году. Они помещались в каменном трёхэтажном здании Живоносновского церковно-приходского попечительства и финансировались из средств Епархиального училищного совета (здание приюта сохранилось, современный адрес — улица Кожевенная, 4; здание клира церкви уничтожено реконструкцией в 2016—2019 годах, современный адрес — улица Кожевенная, 2). По состоянию на 1916 год в приходе было 195 мужчин и 335 женщин.
В январе 1928 года в Нижкрайисполком поступило сообщение 2-го радиополка «об угрожающем для безопасности состояния культового здания Живоносновского религиозного общества, находящегося на Живоносновской ул. в г. Н. Новгороде». Нижегородский комитет коммунального хозяйства осмотрел здание и постановил, что оно находится в аварийном состоянии. 27 декабря 1928 года договор с обществом верующих был расторгнут. Музейный отдел Главнауки, где церковь уже находилась на учёте как памятник, не возражал против слома здания. Имущество церкви 1 марта 1929 года было принято на хранение Губернским административным отделом, а само здание снесено.
До 2012 года часть бывшей Живоносновской площади была обнесена забором, а само местоположение церкви находилось в запустении. Однако после восстановления Зачатской башни на этом месте был разбит сквер, а в 2014 году, ближе к набережной, установлен памятник Петру I.